# Dimethomorph
Dimethomorph ist eine Mischung von zwei cis,trans-isomeren chemischen Verbindungen aus der Gruppe der Zimtsäureamide.

## Gewinnung und Darstellung
Zur Herstellung von Dimethomorph wird zuerst Brenzcatechin mit Brommethan zu Veratrol methyliert. Dieses reagiert mit 4-Chlorbenzoylchlorid. An das Produkt daraus wird Triethylphosphonoacetat addiert. Mit HCl wird eine Ethylgruppe abgespalten und daran Morpholin addiert.

## Eigenschaften
Dimethomorph ist ein weißer, geruchsloser Feststoff, der schlecht löslich in Wasser ist. Er besteht aus einer Mischung von etwa gleichen Anteilen des (E)- und des (Z)-Isomers der Verbindung.

## Verwendung
Dimethomorph gehört zu den „Carboxylic-Acid-Amide“-Fungiziden (CAA). Die Wirkung beruht auf der Hemmung der Cellulose-Synthase.

## Zulassung
Von der EU-Kommission wurde Dimethomorph 2007 für Anwendungen als Fungizid in die Liste der zugelassenen Pflanzenschutzmittel-Wirkstoffe aufgenommen.
In einer Reihe von EU-Staaten, unter anderem in Deutschland und Österreich waren Präparate zugelassen. Die Zulassung des Wirkstoffs in der EU lief zum 20. Mai 2024 aus. In der Schweiz sind mehrere Pflanzenschutzmittel (zum Beispiel Forum und Orvego) mit Dimethomorph zugelassen.